# Daniela Jacob
Daniela Jacob (* 20. Juni 1961) ist eine deutsche Klimawissenschaftlerin. Sie leitet das Climate Service Center Germany (GERICS) und ist Gastprofessorin an der Leuphana Universität Lüneburg.

## Leben
Jacob studierte in den Jahren 1980 bis 1986 an der Technischen Universität Darmstadt Meteorologie und promovierte 1991 an der Universität Hamburg. Seit 2021 ist sie Kuratoriumsmitglied des Bürgerrats Klima.
Sie ist verheiratet und hat eine Tochter.

## Wirken
Jacob forscht schwerpunktmäßig in den Bereichen regionale Klimamodellierung und Wasserkreislauf.
Jacob war eine der Leitautorinnen des Fünften Sachstandsberichts des IPCC und war eine koordinierende Leitautorin des 2018 erschienenen Sonderbericht 1,5 °C globale Erwärmung.

## Veröffentlichungen (Auswahl)
- Daniela Jacob: Klimaabkommen: Paris lebt. In: Die Zeit. 2. Juni 2017.
- Daniela Jacob, Lars Bärring, Ole Bøssing Christensen, Jens Hesselbjerg Christensen, Manuel De Castro, Michel Deque, Filippo Giorgi, Stefan Hagemann, Martin Hirschi, Richard Jones, Erik Kjellström, Geert Lenderink, Burkhardt Rockel, Enrique Sánchez, Christoph Schaer, Sonia Seneviratne, Samuel Somot, Aad Van Ulden und Bart Van Den Hurk (2007). An inter-comparison of regional climate models for Europe: model performance in present-day climate. Climatic Change, 81(1), 31–52. doi:10.1007/s10584-006-9213-4